# Rafael Pereira dos Santos
Rafael Pereira dos Santos, noto semplicemente come Rafael Pereira (Rio do Sul, 18 novembre 1984), è un calciatore brasiliano, difensore svincolato.

## Caratteristiche tecniche
È un difensore centrale.